# Municipio de Athens (Misuri)
El municipio de Athens (en inglés: Athens Township) es un municipio ubicado en el condado de Gentry en el estado estadounidense de Misuri. En el año 2010 tenía una población de 2178 habitantes y una densidad poblacional de 11,05 personas por km².

## Geografía
El municipio de Athens se encuentra ubicado en las coordenadas 40°13′43″N 94°17′25″O / 40.22861, -94.29028. Según la Oficina del Censo de los Estados Unidos, el municipio tiene una superficie total de 197.1 km², de la cual 196,89 km² corresponden a tierra firme y (0,11 %) 0,21 km² es agua.

## Demografía
Según el censo de 2010, había 2178 personas residiendo en el municipio de Athens. La densidad de población era de 11,05 hab./km². De los 2178 habitantes, el municipio de Athens estaba compuesto por el 97,98 % blancos, el 0,37 % eran afroamericanos, el 0,41 % eran amerindios, el 0,55 % eran asiáticos, el 0,14 % eran de otras razas y el 0,55 % eran de una mezcla de razas. Del total de la población el 0,51 % eran hispanos o latinos de cualquier raza.